# クレス
クレス（イタリア語: Cles）は、イタリア共和国トレンティーノ＝アルト・アディジェ州トレント自治県にある、人口約7,000人の基礎自治体（コムーネ）。
県北西部のヴァル・ディ・ノンで最多の人口を有するコムーネであり、広域行政の中心地である。

## 名称
イタリア語以外では以下の名を持つ。
- ドイツ語: Glöß
- ラディン語ノン方言 (it) : Clés

## 地理

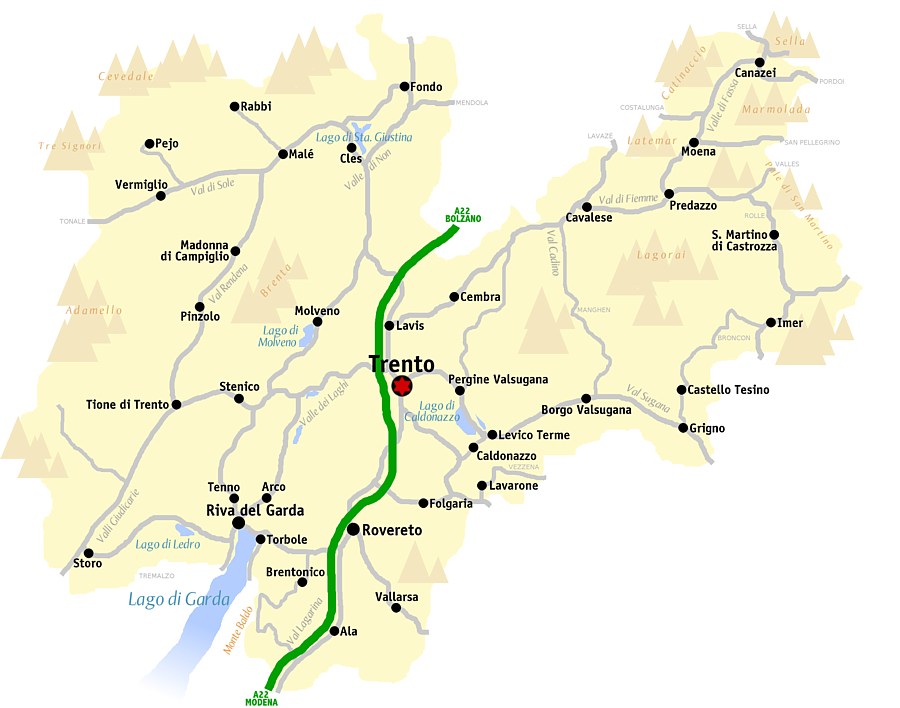
トレント県概略図

### 位置・広がり
トレント自治県北西部、ヴァル・ディ・ノンに位置するコムーネ。クレスの町はボルツァーノから西南西へ29km、県都トレントから北北西へ33km、ソンドリオから東北東へ92kmの距離にある。コムーネの領域はクレスの町のあるサンタ・ジュスティーナ湖西岸から南西方向へ細長く広がっている。

#### 隣接コムーネ
隣接するコムーネは以下の通り（クレス市街地から境界が接する大まかな方向を示す）。
| - ノヴェッラ (カニョ、レヴォ) - 北- 北東 - サンゼーノ - 東 - ヴィッレ・ダナウニア（タッスッロ、トゥエンノ） - 南 - ディマーロ・フォルガリダ（ディマーロ、モンクラッシコ） - 南西 - クロヴィアーナ - 南西 - マレ - 南西 - テルツォラース - 南西 - カルデス - 南西、西 - カヴィッツァーナ - 西 - チス - 北西 - リーヴォ - 北西 |

### 地勢
町域の東側には、ノーチェ川 (it:Noce (fiume del Trentino-Alto Adige)) を堰き止めて作られた人工湖サンタ・ジュスティーナ湖がある。

## 行政

### 分離集落
クレスには、以下の分離集落（フラツィオーネ）がある。
- Caltron, Dres, Maiano, Mechel, Pez,

### Comunità di valle

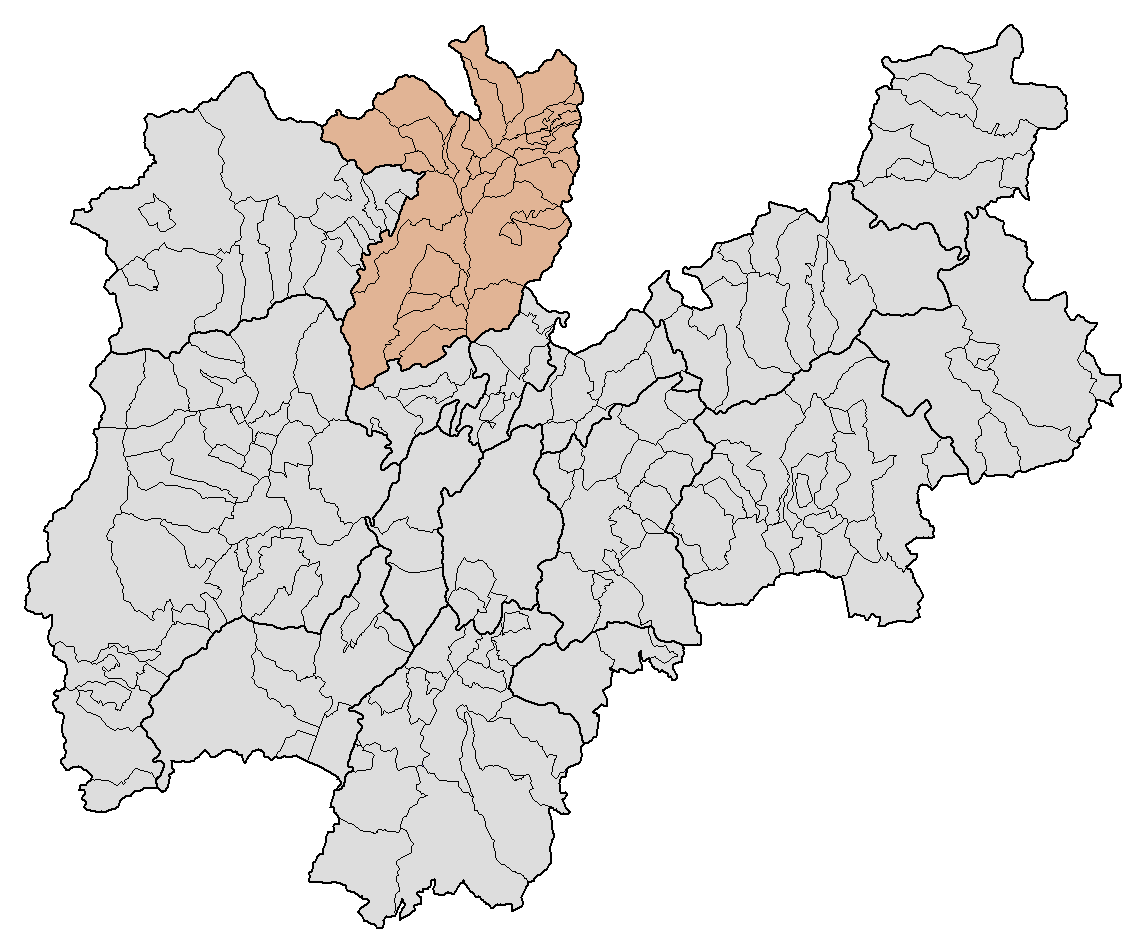
Comunità della Val di Non

トレント自治県が設置した広域行政組織 Comunità di valle 「ヴァル・ディ・ノン」 (it:Comunità della Val di Non)  の事務所所在地（Capoluogo）である。この地区には以下のコムーネが含まれる。
- アンブラール＝ドン[5]、ボルゴ・ダナウニア[6]、ブレージモ、カンポデンノ、カヴァレーノ、チス、クレス、コンタ[7]、ダンベル、デンノ、リーヴォ、ノヴェッラ[8]、プレダイア[9]、ロメーノ、ロンツォーネ、ルッフレ＝メンドラ、ルーモ、サンゼーノ、サルノーニコ、スフルツ、スポルミノーレ、トン、ヴィッレ・ダナウニア[10]

## 住民

### 言語
| 少数言語話者の割合（2011年） | 少数言語話者の割合（2011年） | 少数言語話者の割合（2011年） | 少数言語話者の割合（2011年） | 少数言語話者の割合（2011年） |
| ---------------------------- | ---------------------------- | ---------------------------- | ---------------------------- | ---------------------------- |
|                              |                              |                              |                              |                              |
| ラディン語                   | ラディン語                   |                              | 13.7%                        | 13.7%                        |
| モケーニ語                   | モケーニ語                   |                              | 0.0%                         | 0.0%                         |
| チンブロ語                   | チンブロ語                   |                              | 0.0%                         | 0.0%                         |

2011年10月9日に行われた国勢調査によれば、住民6775人中931人（13.7%）がラディン語話者であった。話者数においては県内第5位で、ヴァル・ディ・ファッサ以外では最多のコムーネである。

## 交通

### 鉄道
- トレント＝マレ＝マリッレーヴァ線 (it:Ferrovia Trento-Malè-Marilleva) 
クレス駅 (it:Stazione di Cles)

### 道路
- SS43  (it:Strada statale 43 della Val di Non)

## 人物

### 著名な出身者
- マウリツィオ・フォンドリエスト - 自転車ロードレース選手。